# Пасіка (зупинний пункт)
Па́сіка — пасажирський зупинний пункт Ужгородської дирекції Львівської залізниці.
Розташований у селі Пасіка Мукачівського району Закарпатської області між зупинними пунктами Драчини та Карпати.